# جزیره ستره جنوبی
جزیره ستره جنوبی یک جزیره در بحرین است که در خلیج فارس واقع شده‌است. جزیره ستره جنوبی ۰ نفر جمعیت دارد و ۰ متر بالاتر از سطح دریا واقع شده‌است.